# Ђура Рајковић
Ђура Рајковић (Велика Кикинда, 8. новембар 1837 – Београд, 2. април 1902) био је српски глумац и редитељ.

## Каријера
У родном месту је радио као ћурчијски калфа, а са својом супругом Емилијом Поповић почиње глумачку каријеру 1860. године у позоришној дружини Јована Кнежевића. Био је члан Народног позоришта у Београду, Српског народног позоришта, а такође је наступао у Новој Градишки и у Загребу. Од 1878. био је ангажован и као редитељ, и одликован је Орденом Светог Саве трећег степена. Превео је неколико комада са немачког језика, и драматизовао приповетку Живот за динар Тасе Миленковића.
Значајне улоге:
- Вук Бранковић (Бој на Косову)
- Дибоско (Лионски улак)
- Арса (Собарица и шубара)
- Кент (Краљ Лир)
- Градоначелник (Ревизор)
- Браткенберн (Ричард III )